# Tostig
Tostig, także Tostig Godwinson (ur. ok. 1029, zm. 25 września 1066) – anglosaski możny, earl Northumbrii w latach 1055–1065, brat króla Anglii Harolda II, przeciwko któremu wystąpił w 1066 u boku króla Norwegii Haralda Hardrady; zginął wówczas w bitwie pod Stamford Bridge.

## Życiorys
Tostig urodził się ok. 1029. Był synem (prawdopodobnie trzecim) Godwina, anglosaskiego możnego, lorda Wesseksu i Kentu. Pierwsza wzmianka o Tostigu pochodzi z 1049 i odnosi się do dowodzenia przezeń jednym ze statków wysłanych przez króla Anglii Edwarda Wyznawcę z pomocą dla cesarza Henryka III przeciwko hrabiemu Flandrii Baldwinowi V. W 1051 poślubił Judytę, siostrę Baldwina V flandryjskiego. Zaraz potem Godwin wraz z rodziną (z wyjątkiem żony króla) zostali wygnani z Anglii – Tostig wraz z ojcem schronił się na dworze flandryjskim. Tostig powrócił do Anglii w 1052, a po śmierci earla Siwarda w 1055 został earlem Northumbrii. Dzięki surowym rządom zaprowadził w tym regionie porządek. Angażował się w sprawy szkockie, wspomagając późniejszego króla Malkolma III w walkach przeciwko Makbetowi. W 1061 odbył pielgrzymkę do Rzymu. W 1063 wspomógł swego starszego brata Harolda podczas zwycięskiej wyprawy wojennej przeciwko Walii. Rosły wpływy Tostiga na dworze królewskim, na którym miał przebywać więcej czasu niż w powierzonej mu Northumbrii. Ciągła nieobecność Tostiga w Northumbrii i surowość rządów doprowadziły do wybuchu rebelii w tej prowincji w 1065. Tostig oskarżał o jej podżeganie swego brata Harolda, ten jednak zawarł porozumienie z przeciwnikami Tostiga i doprowadził do pozbawienia go urzędu i wygnania z kraju.
Tostig udał się na dwór szwagra we Flandrii, gdzie spędził zimę 1065/1066. W 1066, gdy Harold został królem Anglii, Tostig udał się do księcia Normandii Wilhelma (później nazwanego Zdobywcą), który był kuzynem żony Tostiga i który podniósł swoje roszczenia do tronu Anglii przeciwko Haroldowi. Następnie ruszył z wyprawą łupieżczą wzdłuż wybrzeży Anglii. Pokonany, trafił na dwór Malkolma III w Szkocji. Zaoferował wówczas swoją pomoc królowi Norwegii Haralda Hardradzie, który wyruszył przeciwko Haroldowi (sporne jest, czy spotkał się z nim wcześniej w tym samym roku w Norwegii i czy zainspirował go do tego ataku). Tostig przyłączył się do niego w Szkocji i wziął udział w ataku na Anglię. Uczestniczył w zwycięskiej bitwie pod Fulford 20 września 1066 i zajęciu Yorku 24 września 1066. 25 września 1066 doszło do bitwy pod Stamford Bridge, w której Harold pokonał najeźdźców, a Tostig oraz Harald zginęli. Według tradycji Tostig zginął postrzelony strzałą w twarz.
Po bitwie synom Tostiga udało się uciec wraz z niedobitkami armii Haralda do Norwegii, gdzie odtąd mieszkali. Wdowa po Tostigu, Judyta, poślubiła księcia Bawarii Welfa I.